# Thomas Reeve Kaiser
Thomas Reeve Kaiser, mais conhecido como Tom Kaiser (Melbourne, 2 de maio de 1924 — 2 de julho de 1998), foi um astrônomo britânico.
Foi condecorado em 1994 com a Medalha de Ouro da Royal Astronomical Society.